# مانگو هیل، کوئینزلند
مانگو هیل (به انگلیسی: Mango Hill) یک حومه شهر در استرالیا است که در کوئینزلند واقع شده‌است.